# Mollia patellaria
Mollia patellaria is een mosdiertjessoort uit de familie van de Microporidae. De wetenschappelijke naam van de soort is, als Eschara patellaria, voor het eerst geldig gepubliceerd in 1803 door Moll.